# Temple del Lotus
El Temple del Lotus, situat a Nova Delhi, Índia, és una casa de culte bahá'í oberta el desembre de 1986. Destaca per la seva forma semblant a un lotus, que s'ha convertit en una atracció destacada a la ciutat. Com totes les Cases de Culte Bahá'í, el Temple del Lotus està obert a tothom, independentment de la religió o qualsevol altra qualificació. L'edifici està compost per 27 "pètals" revestits de marbre independents disposats en grups de tres per formar nou costats, amb nou portes que s'obren a un vestíbul central amb una alçada de poc més de 34 metres i una capacitat de 1.300 persones. El Temple del Lotus ha guanyat nombrosos premis d'arquitectura i ha aparegut en molts articles de diaris i revistes.

## Història
L'arquitecte del Temple del Lotus va ser un iranià, Fariborz Sahba, que ara viu a La Jolla, Califòrnia, després de passar alguns anys al Canadà. El 1976 va rebre l'encàrrec de dissenyar el Temple del Lotus i més tard va supervisar la seva construcció. El disseny estructural va ser dut a terme per l'empresa britànica Flint and Neill al llarg de 18 mesos, i la construcció va ser feta per ECC Construction Group de Larsen &amp; Toubro Limited amb un cost de 10,56 milions de dòlars. La major part dels fons necessaris per comprar el solar procediren d'Ardishir Rustampúr d'Hyderabad, Sindh (Pakistan), el testament del qual va dictar que els seus estalvis de tota la vida es destinarien a la construcció del temple. Una part del pressupost de construcció es va estalviar per construir un hivernacle que permetés estudiar plantes i flors autòctones que serien adequades per al seu ús al lloc.
Rúhíyyih Khánum va posar la primera pedra del Temple del Lotus el 19 d'octubre de 1977 i va dedicar el temple el 24 de desembre de 1986. Per a la dedicació, hi va haver una reunió de 8.000 bahá'ís de 107 països, incloent-hi uns 4.000 bahá'ís de 22 províncies de l'Índia. El temple es va obrir al públic l'1 de gener de 1987 i aquell dia van visitar més de 10.000 persones.

## Activitats
La Fe bahá'í ensenya que una casa de culte bahá'í hauria de ser un espai per reunir-se, reflexionar i adorar persones de totes les religions. Qualsevol persona pot entrar al Temple del Lotus independentment de l'origen religiós, del gènere o d'altres distincions, com és el cas de totes les Cases de Culte Bahá'í. Els escrits sagrats no només de la Fe Bahá'í sinó també d'altres religions es poden llegir i/o cantar, independentment de la llengua; d'altra banda, està prohibida la lectura de textos no bíblics, així com fer sermons o conferències, o recaptar fons. Les interpretacions musicals de lectures i oracions poden ser cantades per cors, però a l'interior no es poden tocar instruments musicals. No hi ha un patró establert per als serveis de culte i no es permeten cerimònies rituals.

## Visitants
A finals de 2001, el Temple de Lotus havia atret més de 70 milions de visitants, segons Manpreet Brar, un periodista de la CNN. La delegació permanent de l'Índia a la UNESCO va declarar que el Temple del Lotus havia rebut més de 100 milions de visitants a l'abril de 2014.
El temple del Lotus s'ha convertit en una gran atracció per a persones de diverses religions, amb fins a 100.000 visitants en alguns dies festius. Les estimacions del nombre de visitants anuals oscil·len entre 2,5 milions a 5 milions. Brar va declarar el 2001 que era "l'edifici més visitat del món". El Temple del Lotus és sovint catalogat com una de les principals atraccions turístiques de Delhi.

### Llibres
- Faizi, Gloria. Stories about Baháʼí Funds.  New Delhi, India: Baháʼí Publishing Trust, 1993. ISBN 81-85091-76-5.
- Garlington, William. «Indian Baha'i tradition». A: Religions of South Asia.  London: Routledge, 2006, p. 247–260. ISBN 0415223903.
- «The Bahá’í House of Worship: Localisation and Universal Form». A: Cusack, Carol. Handbook of New Religions and Cultural Production. 4.  Leiden: Brill, 2012, p. 599–632 (Brill Handbooks on Contemporary Religion). DOI 10.1163/9789004226487_025. ISBN 978-90-04-22187-1.
- Pearson, Anne M. «Ch. 49: South Asia». A: The World of the Bahá'í Faith.  Oxfordshire, UK: Routledge, 2022, p. 603–613. DOI 10.4324/9780429027772-56. ISBN 978-1-138-36772-2.
- Warburg, Margit. Citizens of the World: A History and Sociology of the Bahaʹis from a Globalisation Perspective (en anglès).  Brill, 2006. ISBN 978-90-04-14373-9.

### Enciclopèdies
- Buck, Christopher. Religions of the World: A Comprehensive Encyclopedia of Beliefs and Practices. 6.  Santa Barbara, California: ABC-CLIO, 2010, p. 2817–2821.
- Momen, Moojan. Encyclopædia Iranica. online, 2010.
- «BAHAISM ix. Bahai Temples». A: Ehsan Yarshater. Encyclopaedia Iranica. 3. Online, 1988, p. 465–467.
- A Concise Encyclopedia of the Baháʼí Faith.  Oneworld Publications, Oxford, England, 2000. ISBN 1-85168-184-1.

### Notícies
- «Baha'i Temple in India continues to receive awards and recognitions». Baháʼí World News Service, 05-12-2000.
- Brar, Manpreet «Encore Presentation: A Visit to the Capital of India: New Delhi». , 14 juliol 2001.
- Galloway, Lindsey. «The world's most beautiful places of worship». BBC Travel.   BBC, 03-01-2016. [Consulta: 18 juny 2016].
- «Iranian architect living in La Jolla devoted to creating 'spiritual space'». La Jolla Light, 23-01-2013.
- «An Architectural Marvel». The Tribune [Chandigarh]. Arxivat 28 de setembre 2008 a Wayback Machine.
- Satpathy, Kriti Saraswat. «5 Interesting Facts About Bahai Lotus Temple in Delhi That You Must Know!». India.com, 18-12-2019. [Consulta: 9 març 2021].
- «Baha'i House of Worship -Lotus Temple is on Solar Energy now». Ohindore.com, 20-10-2015. Arxivat 30 de maig 2016 a Wayback Machine.
- «High Court stays arrest of Lotus temple trustees». , 22-03-2012.
- Staff reporter «Solar power for Lotus temple». , 20-10-2015.
- «HC stays arrest of Lotus temple trustees». , 18-08-2006.
- «Historical Places in Delhi». , 10-11-2022.

### Altres
- «Architecture of the Baháʼí House of Worship».   National Spiritual Assembly of the Baháʼís of India, 2020. [Consulta: 14 desembre 2020].
- «Baháʼí Houses of Worship, India: The Lotus of Bahapur».   Baháʼí Association at The University of Georgia, 09-02-2003. Arxivat de l'original el 7 May 2016. [Consulta: 12 abril 2016].
- «Bibliography of Publications». Baháʼí Faith: The Official Website of the Baháʼís of India.   National Spiritual Assembly of the Baháʼís of India. Arxivat de l'original el 21 December 2016. [Consulta: 10 desembre 2016].
- «Fariborz Sahba».   National Spiritual Assembly of the Baháʼís of Canada, 2003. Arxivat de l'original el 27 October 2004. [Consulta: 19 gener 2014].
- Kaur, Pushpinder «Legal Regime for the Protection of Heritage Stone Monuments in India: a Study with Special Reference to Taj Mahal and Lotus Temple». Geoheritage, vol. 14, 3, 2022, pàg. 87. DOI: 10.1007/s12371-022-00721-9.
- Naharoy, S. «The Baha'i House of Worship». ECC Concord. Cerena de Souza, 03-09-2011, pàg. 3–4. Arxivat 9 de març 2021 a Wayback Machine.
- «Penteli marbles for Bahai temples».   Dionyssos Marbles, 2010. Arxivat de l'original el 26 July 2010.
- Permanent Delegation of India to UNESCO. «Baháʼí House of Worship at New Delhi». UNESCO World Heritage Convention.   United Nations Educational, Scientific and Cultural Organization, 15-04-2014. [Consulta: 21 desembre 2020].
- «"Gardens of Worship"». . "Recreating Eden", Temporada:03 , episodi:30, 2006. « » Arxivat 1 de març 2012 a Wayback Machine.
- Rizor, John. «AD Classics: Lotus Temple / Fariborz Sahba». ArchDaily, 21-08-2011. [Consulta: 27 novembre 2021].
- «Articles». The Architecture of Fariborz Sahba. Arxivat de l'original el 13 January 2006. [Consulta: 25 abril 2016].
- Warburg, Margit «Economic Rituals: The Structure and Meaning of Donations in the Baha'i Religion». Social Compass, vol. 40, 1, 1993, pàg. 25–31. DOI: 10.1177/003776893040001004.